# Cryogonus deiscolei
Cryogonus deiscolei är en tvåvingeart som beskrevs av Aczel 1949. Cryogonus deiscolei ingår i släktet Cryogonus och familjen skridflugor. Inga underarter finns listade i Catalogue of Life.